# RTL Télé Lëtzebuerg
RTL Télé Lëtzebuerg (dawniej RTL Hei Elei) – luksemburska prywatna telewizja. Została założona w 1969 roku, a od 1991 roku jest częścią RTL Group. Swoje programy nadaje przede wszystkim po luksembursku, czasem także po francusku (tłumaczenie wiadomości z luksemburskiego na francuski) i niemiecku (programy przejęte od Super RTL i RTL Shop). Nadawana jest przez telewizję cyfrową-naziemną, kablową i satelitarną. 15 marca 2004 roku został założony drugi kanał Den 2. RTL (od 23 marca 2020 zwany jako RTL Zwee).
Prezesem stacji jest Christophe Goossens.